# Peter Gerety
Peter Gerety (Providence, 17 maggio 1940) è un attore statunitense.

## Biografia
Gerety è un attore attivo sia in teatro che al cinema e in TV, noto principalmente per avere interpretato il giudice Phelan in The Wire e per il detective Stuart Gharty in Homicide. Si è distinto anche per avere recitato in film come La guerra dei mondi, Inside Man e Nemico Pubblico - Public Enemies.
Sua sorella maggiore Anne è stata anch'essa un'attrice.

## Filmografia

### Attore

#### Cinema
- The House of God, regia di Donald Wrye (1984)
- Anni pericolosi (The Little Sister), regia di Jan Egleson (1985)
- Papa Was a Preacher, regia di Steve Feke (1985)
- Complex World, regia di Jim Wolpaw (1991)
- Wolf - La belva è fuori (Wolf), regia di Mike Nichols (1994)
- Miracolo nella 34ª strada (Miracle on 34th Street), regia di Les Mayfield (1994)
- Scambio di identità (Mrs. Winterbourne), regia di Richard Benjamin (1996)
- Sleepers, regia di Barry Levinson (1996)
- Surviving Picasso, regia di James Ivory (1996)
- Arresting Gena, regia di Hannah Weyer (1997)
- Montana, regia di Jennifer Leitzes (1998)
- Went to Coney Island on a Mission from God... Be Back by Five, regia di Richard Schenkman (1998)
- La leggenda di Bagger Vance (The Legend of Bagger Vance), regia di Robert Redford (2000)
- La maledizione dello scorpione di giada (The Curse of the Jade Scorpion), regia di Woody Allen (2001)
- K-PAX - Da un altro mondo (K-PAX), regia di Iain Softley (2001)
- Hollywood Ending, regia di Woody Allen (2002)
- Ash Wednesday, regia di Edward Burns (2002)
- Pinocchio, regia di Roberto Benigni (2002)
- People I Know, regia di Daniel Algrant (2002)
- Virgin, regia di Deborah Kampmeier (2003)
- Second Best, regia di Eric Weber (2004)
- Looking for Kitty, regia di Edward Burns (2004)
- Indocumentados, regia di Leonardo Ricagni (2004)
- Runaway, regia di Tim McCann (2005)
- La guerra dei mondi (War of the Worlds), regia di Steven Spielberg (2005)
- Syriana, regia di Stephen Gaghan (2005)
- Things That Hang from Trees, regia di Ido Mizrahy (2006)
- Inside Man, regia di Spike Lee (2006)
- La guerra di Charlie Wilson (Charlie Wilson's War), regia di Mike Nichols (2008)
- Phoebe in Wonderland, regia di Daniel Barnz (2008)
- Stop-Loss, regia di Kimberly Peirce (2008)
- In amore niente regole (Leatherheads), regia di George Clooney (2008)
- Changeling, regia di Clint Eastwood (2008)
- L'amore impossibile di Fisher Willow (The Loss of a Teardrop Diamond), regia di Jodie Markell (2008)
- Il superpoliziotto del supermercato (Paul Blart: Mall Cop), regia di Steve Carr (2009)
- Nemico Pubblico - Public Enemies (Public Enemies), regia di Michael Mann (2009)
- Viaggio in paradiso (Get the Gringo), regia di Adrian Grunberg (2012)
- Flight, regia di Robert Zemeckis (2012)
- Muhammad Ali's Greatest Fight, regia di Stephen Frears (2013)
- God's Pocket, regia di John Slattery (2014)
- Cymbeline, regia di Michael Almereyda (2014)
- 1981: Indagine a New York (A Most Violent Year), regia di J. C. Chandor (2014)
- Change in the Air, regia di Dianne Dreyer (2018)
- Working Man, regia di Robert Jury (2019)
- Lo strangolatore di Boston (Boston Strangler), regia di Matt Ruskin (2023)

#### Televisione
- The House of Mirth, regia di Adrian Hall - film TV (1981)
- Ostaggio per il demonio (The Demon Murder Case), regia di William Hale - film TV (1983)
- La prima delusione di Toby (First Affair), regia di Gus Trikonis - film TV (1983)
- American Playhouse - serie TV, 2 episodi (1984-1985)
- A Case of Deadly Force, regia di Michael Miller - film TV (1986)
- Ollie Hopnoodle's Haven of Bliss, regia di Dick Bartlett - film TV (1988)
- I Kennedy (The Kennedys of Massachusetts) - miniserie TV, 3 episodi (1990)
- Return to Lonesome Dove - miniserie TV, episodio 1x03 (1993)
- Cagney & Lacey: The Return, regia di James Frawley - film TV (1994)
- Law & Order - I due volti della giustizia (Law & Order) - serie TV, 3 episodi (1995-2003)
- Central Park West - serie TV, 5 episodi (1995)
- On Seventh Avenue, regia di Jeff Bleckner - film TV (1996)
- Homicide (Homicide: Life on the Street) - serie TV, 48 episodi (1996-1999)
- Public Morals - serie TV, 13 episodi (1996)
- Prince Street - serie TV, episodio 1x03 (1997)
- Remember WENN - serie TV, episodio 4x09 (1998)
- Gli specialisti (Soldier of Fortune) - serie TV, episodio 2x01 (2002)
- Homicide: The Movie, regia di Jean de Segonzac – film TV (2000)
- Squadra emergenza (Third Watch) - serie TV, episodio 2x03 (2000)
- Ed - serie TV, 2 episodi (2000)
- Scheidung auf amerikanisch, regia di Sherry Hormann - film TV (2001)
- The Job - serie TV, episodio 2x01 (2002)
- The Wire - serie TV, 15 episodi (2002-2008)
- Law & Order: Criminal Intent - serie TV, episodio 2x03 (2002)
- Law & Order - Il verdetto (Law & Order: Trial by Jury) - serie TV, episodio 1x04 (2005)
- The Bedford Diaries - serie TV, 7 episodi (2006)
- Conviction - serie TV, 2 episodi (2006)
- Kidnapped - serie TV, episodio 1x02 (2006)
- Law & Order - Unità vittime speciali (Law & Order: Special Victims Unit) - serie TV, 4 episodi (2007-2013)
- The Black Donnellys - serie TV, 2 episodi (2007)
- Brotherhood - Legami di sangue (Brotherhood) - serie TV, 6 episodi (2008)
- Life on Mars, regia di Thomas Schlamme - film TV (2008)
- Life on Mars - serie TV, 2 episodi (2009)
- Mercy - serie TV, 11 episodi (2009-2010)
- Brothers & Sisters - Segreti di famiglia (Brothers & Sisters) - serie TV, 11 episodi (2009-2010)
- The Good Wife - serie TV, 3 episodi (2010-2013)
- Rubicon - serie TV, episodio 1x01 (2010)
- Blue Bloods - serie TV, 2 episodi (2010-2011)
- Prime Suspect - serie TV, 13 episodi (2011-2012)
- Elementary - serie TV, 2 episodi (2013-2014)
- Madam Secretary - serie TV, episodio 1x12 (2015)
- Daredevil - serie TV, episodio 1x02 (2015)
- Sneaky Pete - serie TV, 30 episodi (2015-2019)
- Public Morals - serie TV, 6 episodi (2015)
- Mercy Street - serie TV, 7 episodi (2016-2017)
- La vita immortale di Henrietta Lacks (The Immortal Life of Henrietta Lacks), regia di George C. Wolfe - film TV (2017)
- The Good Fight - serie TV, 2 episodi (2017-2018)
- City on a Hill - serie TV, 2 episodi (2019-2021)
- Ray Donovan - serie TV, 6 episodi (2019-2020)
- Prodigal Son - serie TV, episodio 2x02 (2021)
- La fantastica signora Maisel (The Marvelous Mrs. Maisel) - serie TV, episodio 4x03 (2022)
- The Girl from Plainville - serie TV, 4 episodi (2022)
- Citadel – serie TV, episodio 1x01 (2023)

#### Cortometraggi
- Wrigley, regia di Oliver Refson (2004)
- Play/Stop, regia di Emily Carmichael (2009)
- The Sea Is All I Know, regia di Jordan Bayne (2011)

### Doppiatore
- My Dog Tulip, regia di Paul Fierlinger (2009)

## Doppiatori italiani
Nelle versioni in italiano delle opere in cui ha recitato, Peter Gerety è stato doppiato da:
- Bruno Alessandro in Syriana, Blue Bloods, Elementary
- Claudio Fattoretto in Homicide, La guerra di Charlie Wilson
- Paolo Lombardi in K-PAX - Da un altro mondo, Changeling
- Carlo Valli in Stop-Loss, Flight
- Angelo Nicotra in Surviving Picasso, Sneaky Pete
- Eugenio Marinelli in Rubicon, The Good Fight (ep. 1x04)
- Ennio Coltorti in Law & Order - I due volti della giustizia (ep. 10x01)
- Massimo Gentile in Law & Order - I due volti della giustizia (ep. 13x14)
- Lucio Saccone in Scambio di identità
- Carlo Reali ne La leggenda di Bagger Vance
- Massimo Rossi ne La maledizione dello scorpione di giada
- Santo Versace in Law & Order - Criminal Intent
- Sergio Di Giulio in The Wire
- Paolo Buglioni ne La guerra dei mondi
- Oreste Rizzini in Inside Man
- Dario Penne in Life on Mars
- Pietro Biondi in Law & Order - Unità vittime speciali (ep. 8x22)
- Guido Sagliocca in Law & Order - Unità vittime speciali (ep. 9x16)
- Oliviero Dinelli in Law & Order - Unità vittime speciali (ep. 14x10)
- Fabrizio Temperini ne In amore niente regole
- Giorgio Lopez in Nemico Pubblico - Public Enemies
- Giovanni Petrucci in The Good Wife
- Luca Dal Fabbro in Viaggio in paradiso
- Diego Reggente in 1981: Indagine a New York
- Ambrogio Colombo in The Good Fight (ep. 2x09)
- Luca Semeraro in Brotherhood - Legami di sangue
- Pieraldo Ferrante in Daredevil
- Roberto Fidecaro in City on a Hill
- Luca Biagini in Ray Donovan
- Daniele Valenti ne La fantastica signora Maisel
- Emidio La Vella in Citadel